# Joseph Clay Stiles Blackburn
Joseph Clay Stiles Blackburn, född 1 oktober 1838 i Woodford County, Kentucky, död 12 september 1918 i Washington, D.C., var en amerikansk demokratisk politiker. Han representerade delstaten Kentucky i båda kamrarna av USA:s kongress, först i representanthuset 1875–1885 och sedan i senaten 1885–1897 samt 1901–1907.
Blackburn utexaminerades 1857 från Centre College. Han studerade sedan juridik och inledde 1858 sin karriär som advokat. Han deltog i amerikanska inbördeskriget i Amerikas konfedererade staters armé och befordrades till överstelöjtnant.
Blackburn efterträdde 1875 James B. Beck som kongressledamot. Han efterträdde sedan 1885 John Stuart Williams i USA:s senat. Blackburn kandiderade till omval efter två mandatperioder i senaten men besegrades av republikanen William Joseph Deboe. Blackburn efterträdde sedan 1901 William Lindsay som senator i klass 2. Han efterträddes 1907 av Thomas H. Paynter. Blackburn var sedan guvernör i Panamakanalzonen 1907–1909.
Blackburn avled 1918 och gravsattes på Frankfort Cemetery i Frankfort.